# ۱-کلرونفتالن
۱-کلرونفتالن (به انگلیسی: 1-Chloronaphthalene) یک ترکیب شیمیایی با شناسه پاب‌کم ۷۰۰۳ است. 